# Rhynchostegium irriguum
Rhynchostegium irriguum är en bladmossart som beskrevs av Dixon in Christophersen 1960. Rhynchostegium irriguum ingår i släktet näbbmossor, och familjen Brachytheciaceae. Inga underarter finns listade i Catalogue of Life.